# José Luis Sánchez Capdevila
José Luis Sánchez Capdevila (Zaragoza, España, 12 de febrero de 1981) es un exfutbolista y entrenador de fútbol español. Jugó en la posición de centrocampista y actualmente dirige al Club Deportivo Leganés "B" de la Tercera División RFEF.

## Trayectoria

### Como jugador
A los 14 años pasa del Santo Domingo Juventud de Zaragoza al Real Madrid. Está en las categorías inferiores del conjunto blanco desde Cadete B hasta llegar al Real Madrid B en Segunda División B.
Luego se fue cedido al Alcorcón jugando cedido por el Real Madrid Castilla para regresar y jugar a la temporada siguiente en el Real Madrid B conociendo a futbolistas como Iker Casillas, Arbeloa, Zidane y muchos más.
Fue desde enero a junio de 2003 jugó en el Hércules CF.
De 2003-2005 jugó en el Pontevedra CF donde consiguió un ascenso a la Segunda División del fútbol español en su primera temporada y fue traspasado después de concluir la segunda al Real Valladolid que compró sus derechos.
En 2005 comenzó a jugar en el Real Valladolid, donde ascendió y jugó en la Primera División española, hasta el año 2008.
En 2008 le fichó el Real Murcia, donde estuvo 2 años (2008-2010).
En 2010 ficha por el Xerez CD por dos años más.
En 2012 firma con el Huracán Valencia Club de Fútbol para jugar en el Grupo 3 de la Segunda División B. Allí cuaja una magnífica temporada y está a punto de lograr el ascenso a la Liga Adelante, pero el equipo pierde la eliminatoria decisiva contra el Real Jaén.
En julio de 2013 se hace oficial su traspaso al club Bolívar de la Liga de Fútbol Profesional Boliviano de Bolivia. En 2018 jugó en sport boys de Bolivia.
El 4 de julio de 2019, ficha por la Agrupación Deportiva Unión Adarve, club en el que se retiraría al término de la temporada 2019-20.

### Como entrenador
Durante su última temporada como jugador compaginaría sus funciones con las de entrenador en las categorías inferiores de la Agrupación Deportiva Unión Adarve. 
En la temporada 2020-21, firma por la Agrupación Deportiva Alcorcón "B" para ser entrenador del equipo Juvenil "B".
El 23 de septiembre de 2021, se convierte en entrenador de la Agrupación Deportiva Alcorcón "B" de la Tercera División RFEF, tras ser ascendido Jorge Romero Sáez al frente del primer equipo.
El 10 de mayo de 2022, renovaría su contrato como entrenador de la Agrupación Deportiva Alcorcón "B" y al término de la temporada 2021-22, se clasificaría para disputar los play-offs de ascenso y el 22 de mayo de 2022, logrando el ascenso a la Segunda División RFEF tras vencer al CD Manacor por un gol a cero.
Tras el descenso del filial alfarero a Tercera RFEF, ficha por el Club Deportivo Leganés "B", también descendido a la misma categoría.

## Clubes

### Como jugador
| Club                              | País          | Año           | Partidos | Goles |
| --------------------------------- | ------------- | ------------- | -------- | ----- |
| Real Madrid C                     | España        | 2000 - 2001   | 0        | 0     |
| Real Madrid B                     | España        | 2001          | 7        | 0     |
| AD Alcorcón (cedido)              | España        | 2001 - 2002   | 32       | 7     |
| Hércules CF                       | España        | 2003          | 14       | 2     |
| Pontevedra CF                     | España        | 2003 - 2005   | 69       | 18    |
| Real Valladolid                   | España        | 2005 - 2008   | 84       | 10    |
| Real Murcia                       | España        | 2008 - 2010   | 69       | 8     |
| Xerez CD                          | España        | 2010 - 2012   | 42       | 3     |
| Bolívar                           | Bolivia       | 2013 - 2016   | 116      | 16    |
| Sport Boys                        | Bolivia       | 2017- 2018    | 53       | 0     |
| Huracán Valencia                  | España        | 2012 - 2013   | 36       | 7     |
| Agrupación Deportiva Unión Adarve | España        | 2019 - 2020   | 0        | 0     |
| Total carrera                     | Total carrera | Total carrera | 469      | 71    |

### Como entrenador
| Club                              | País   | Año               |
| --------------------------------- | ------ | ----------------- |
| Agrupación Deportiva Alcorcón "B" | España | 2021 - 2023       |
| Club Deportivo Leganés "B"        | España | 2023 - Actualidad |

## Palmarés

### Campeonatos nacionales
| Título                     | Club          | País    | Año  |
| -------------------------- | ------------- | ------- | ---- |
| Segunda División B         | Pontevedra CF | España  | 2004 |
| Segunda División de España | Valladolid    | España  | 2007 |
| Torneo Apertura            | Bolívar       | Bolivia | 2014 |
| Torneo Clausura            | Bolívar       | Bolivia | 2015 |